# Смирнов, Николай Михайлович (полный кавалер ордена Славы)
Николай Михайлович Смирнов (6 декабря 1918, Карганово, Московская область — 12 августа 1993, Рига) — советский командир отделения взвода пешей разведки 896-го стрелкового полка (211-я стрелковая дивизия, 38-я армия, вначале 1-й Украинский, затем 4-й Украинский фронты), старшина.

## Биография
Николай Михайлович Смирнов родился 6 декабря 1918 года в крестьянской семье в деревне Карганово Любимского уезда Ярославской губернии (ныне — Любимский район Ярославской области). Окончил 8 классов школы, в 1933 переехал в Ленинград. Работал на Балтийском заводе.
В октябре 1940 года Свердловским райвоенкоматом Ленинграда был призван в ряды Красной армии. На фронтах Великой Отечественной войны с ноября 1941 года.
Приказом по 896-му стрелковому полку от 26 февраля 1944 года за мужество и героизм в боях с немецко-фашистскими захватчиками, и за захват контрольного пленного в районе села Очеретня 17 февраля 1944 года и повреждение линий связи противника красноармеец Смирнов был награждён медалью «За отвагу».
В ночь на 19 февраля 1944 года, скрытно пробравшись в составе группы разведчиков в тыл противника, красноармеец Смирнов перерезал 2 телефонных линии. Добыв документы и разведал положение противника, группа без потерь вернулась в расположение части.

В ночь на 26 февраля он в составе группы захвата одним из первых ворвался в траншею противника. При попытке ворваться в блиндаж, встретил сопротивление и забросал противника гранатами, уничтожив 5-х солдат. Взяв ценные документы он вернулся в расположение части и доставил их командованию, чем дал возможность узнать силы и расположение противника. Приказом по 211-й стрелковой дивизии от 18 марта 1944 года он был награждён орденом Красной Звезды.
Старший сержант Смирнов 14 июля 1944 года в наступательных боях при прорыве обороны противника возле села Кабаровцы (Зборовский район Тернопольской области) пробрался с группой разведчиков в тыл противника и захватил контрольного пленного, который дал ценные сведения.

В бою на подступах к селу Сыровары он с группой разведчиков первым ворвался в траншею противника, захватил в плен 4 и уничтожил до 10 солдат противника. Приказом по 211-й стрелковой дивизии от 12 августа 1944 года он был награждён орденом Славы 3-й степени.
В наступательном бою возле населённого пункта Кшешув (Подкарпатское воеводство) 24 января 1945 года старшина Смирнов со своим отделением, ведя глубокую разведку с задачей захвата контрольного пленного, столкнулся с небольшой группой солдат противника, завязал с ними бой, лично уничтожил 5 солдат противника и захватил пленного, который сообщил ценные сведения. Группа возвратилась в часть без потерь.

В бою возле населённого пункта Коморув 3 февраля 1945 года, находясь впереди боевых порядков пехоты и ведя наблюдение за противником, столкнулся с подразделением противника и в завязавшемся бою вывел из строя станковый пулемёт и уничтожил расчёт пулемёта, тем самым очистив развилку дорог.

В наступательных боях 4 февраля возле высоты 322 в районе Кракова старшина Смирнов с отделением, выполняя задание командования, столкнулся с боевым охранением противника. В завязавшемся бою он лично уничтожил 5 солдат противника, а отделение захватило в плен 1 солдата и 2 станковых пулемёта. Приказом по 38-й армии от 23 февраля 1945 года он был награждён орденом Славы 2-й степени.
В период 9—12 февраля 1945 года районе населённого пункта Ясеница (Силезское воеводство), когда полк действовал в условиях полного окружения, старшина Смирнов с отделением непрерывно находился в боевых порядках пехоты. Вместе с отделением он отразил 4 контратаки противника и лично уничтожил 15 солдат противника, а отделение захватило в плен одного солдата, 3 лёгких пулемёта и один гранатомёт-фаустпатрон.

15 февраля возле деревни Висла-Мала (20 км северо-западнее Бельско-Бяла) он с отделением дерзко напал на огневую точку противника и захватил контрольного пленного, который дал ценные сведения о расположении техники и живой силы противника. Приказом по 38-й армии от 8 марта 1945 года он был повторно награждён орденом Славы 2-й степени. Указом Президиума Верховного Совета СССР от 12 марта 1980 года этот приказ был отменён и он был награждён орденом Славы 1-й степени.
В мае 1946 года старшина Смирнов был демобилизован. Жил в городе Рига. Работал слесарем в Рижском доме мебели.
В 1985 году в ознаменование 40-летия Победы был награждён орденом Отечественной войны 1-й степени. Участник Парада на Красной площади в Москве 9 мая 1985 года в ознаменование 40-летия Победы.
Скончался Николай Михайлович Смирнов 12 августа 1993 года.